# Henri Anspach
Henri Anspach (født 10. juli 1882, død 29. marts 1979) var en belgisk fægter, som deltog i OL 1912 i Stockholm.
Anspach blev olympisk mester ved OL 1912 som medlem af det belgiske hold, som vandt guld i holdkonkurrencen i kårde. Belgierne vandt i indledende runde over Rusland, og skønt de tabte i semifinalepuljen til Sverige, var sejre over Tyskland og Grækenland nok til at sende dem i finalen. Her fik de revanche mod Sverige og vandt desuden over Storbritannien og Holland, hvilket sikrede dem guldet. Anspach deltog også i to fægtediscipliner individuelt, og i fleuret vandt han sin pulje i både første og anden runde, inden semifinalen blev endestationen for ham. I den individuelle kårdekonkurrence gik han videre uden kamp i første runde, vandt sin andenrundepulje, men en tredjeplads i semifinalepuljen var ikke nok til fortsætte til finalen for ham. I sabel var han med på det belgiske hold, der efter en delt førsteplads i indledende pulje blev treer i semifinalen, som blev endestationen og gav en samlet delt femteplads.
Henri Anspachs fætter, Paul Anspach, var også med på holdet og vandt derudover flere olympiske medaljer.